# Вогонь
Вого́нь — швидке горіння, супроводжуване теплом та світлом, полум'ям і димом. У вузькому значенні, вогонь — це полум'я, зона горіння у вигляді сукупності розпечених газів, що виділяються в результаті процесу горіння з видимим випромінюванням світла.
Також, вогнями (аеродромний вогонь) називаються спеціальні світильники, які використовуються в аеропортах для позначення перешкод та злітно-посадкових смуг.

## Загальна характеристика
Вогонь має властивість до поширення з одного горючого матеріалу на інший. Контрольований вогонь використовується людиною для отримання значної кількості теплоти, освітлення або спалювання небажаних матеріалів. Неконтрольований вогонь призводить до виникнення пожеж і може приносити значні збитки.

### Умови появи та підтримання вогню
Вогонь потребує наявності палива та окисника. Зазвичай горючими матеріалами є різноманітні вуглеводні та вуглеводи, а роль окисника відіграє кисень. Звичні горючі матеріали, такі як вугілля, природний газ, деревина горять тільки за підвищеної температури, тому для виникнення вогню необхідно його запалити. Запалювання вогню відбувається внаслідок нагрівання горючої речовини до температури, вищої за температуру займання. Таке нагрівання може виникнути при контакті горючої речовини із запаленим матеріалом, внаслідок хімічної реакції, тертя або при проходженні через речовину сильного електричного струму.
Реакція горіння екзотермічна, тобто супроводжується виділенням тепла, яке, в свою чергу, допомагає підтримувати високу температуру й забезпечує протікання ланцюгової реакції. Власна температура вогню залежить від джерела, що викликало реакцію запалювання і/або від матеріалів, що беруть участь у реакції горіння. Від температури вогню та від хімічного складу горючих матеріалів залежить колір полум'я.

«Вогненний трикутник»

Для забезпечення контрольованого вогню необхідно підтримувати постачання палива та окисника. В печах постійне надходження кисню забезпечується тягою. Вона також сприяє швидкому відводу продуктів реакції горіння: води та вуглекислого газу, присутність яких могла б погасити вогонь. Встановленню тяги сприяє те, що нагріті продукти горіння легші за навколишнє повітря й підіймаються вгору. Вони захоплюють із собою неспалені повністю частинки палива, утворюючи дим.

«Вогнений тетраедр»: символічно чотири елементи, необхідні для підтримування вогню: паливо, кисень, тепло та ланцюгова реакція.

Ілюстраціями умов горіння є «вогненний трикутник» (англ. fire triangle) і «вогненний тетраедр» (fire tetrahedron). Перший наочно демонструє три умови: тепло, кисень і паливо. У «вогненному тетраедрі» до них ще додається ланцюгова реакція.
Якщо усунути хоча б один з цих чинників, полум'я тут же погасне. Вогонь гасять чи припиненням доступу кисню, чи охолодженням речовин, що горять, чи усуненням з ділянки поширення вогню горючих речовин. Необхідність усунення четвертої умови, ланцюгової реакції постає, коли відбувається горіння деяких металів (літій, магній, титан), ця категорія пожеж позначається літерою D. Хімічна реакція цих металів з киснем води проходить швидше, ніж з киснем повітря, тому застосування води при таких пожежах неефективне і може навіть призвести до вибуху. Вуглекислотні вогнегасники також некорисні проти горіння таких металів, як титан. У подібних випадках слід використовувати інертні агенти, наприклад, сухий пісок.

### Колір вогню
Речовини, які згоряють, забарвлюють вогонь окремими своїми атомами чи йонами, що вивільняються за високої температури, у різні кольори. Наприклад:
- білого забарвлення вогню надають алюміній, титан магній (якщо нагріти);
- жовтого забарвлення дають солі натрію (натрій карбонат);
- оранжевим полум'ям горить деревина (сальцій (якщо його мало))(порошок заліза якщо т полум'я не висока);
- червоний колір має полум'я при горінні літію(карміново-червоний), кальцію(оранжево- червоний);
- блакитного забарвлення вогню дають вуглець та природний газ(хлорид міді);
- синім кольором горить селен;гіпс(мідь оксид або мідь хлорид)[прояснити]
- фіолетово-рожевим полум'ям горить калій(калій хлорат тільки рожевим);
- зелений колір має вогонь при наявності міді, молібдену, фосфору, барію (бору);
- Синьо-зелений вогонь спостерігається при горінні міді (сульфат міді - зелений хлорид міді - синій))[прояснити].

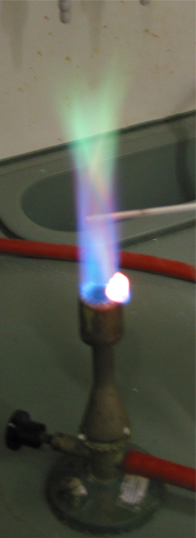
Горіння бору
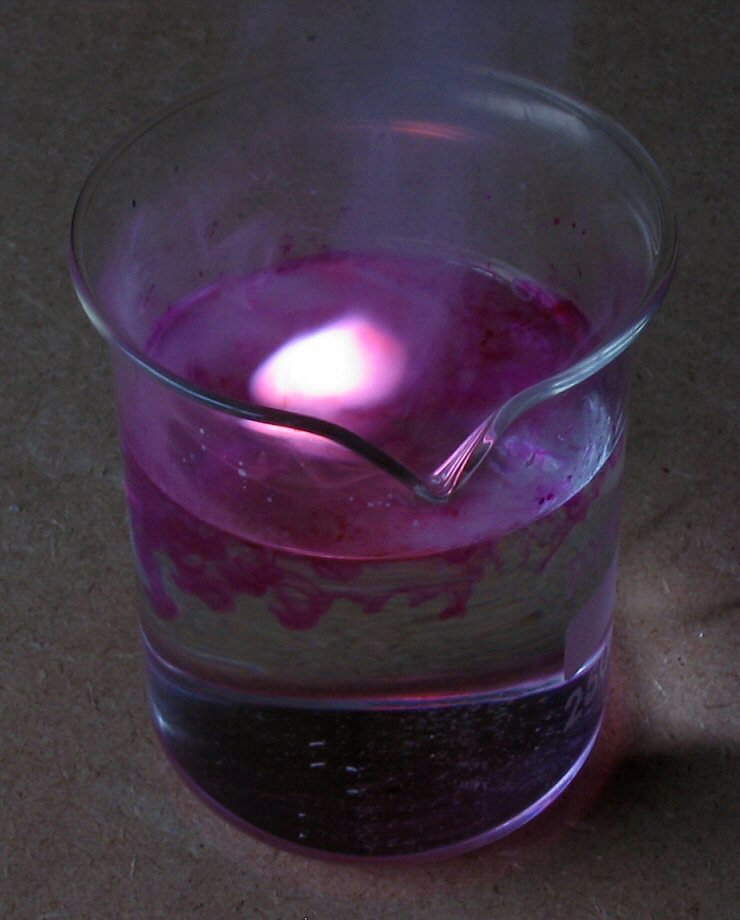
Горіння калію
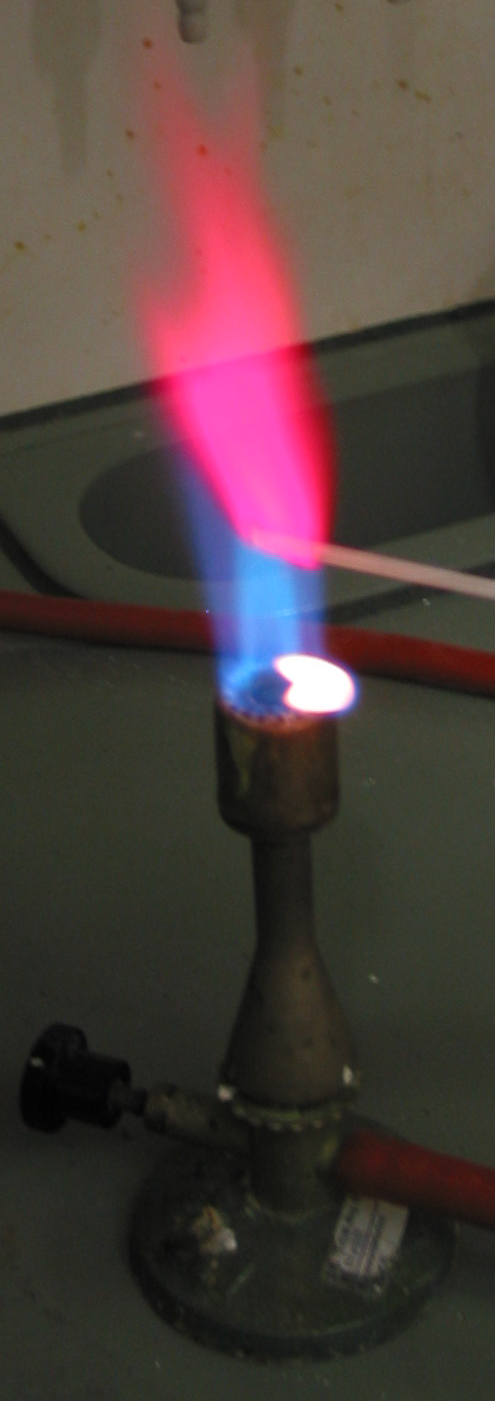
Горіння літію

### Умови припинення вогню
Для припинення вогню необхідно усунути один із чотирьох чинників: подачу палива, доступ окисника, високу температуру або можливість підтримування ланцюгової реакції. Вогонь згасає, коли закінчується паливо, тому одним із важливих заходів при гасінні пожеж є локалізація горіння, запобігання можливості перекидання вогню на сусідні об'єкти. Ефективним методом гасіння вогню є припинення доступу кисню. За невеликого вогню цього можна досягти накриванням полум'я. Для гасіння пожеж часто використовується вода. Її випаровування потребує багато тепла, тому сприяє зниженню температури. У вогнегасниках використовуються речовини, які утворюють піну, що перешкоджає підтриманню ланцюгової реакції горіння.

## Горіння та основні поняття, пов'язані з процесами горіння
Горіння — екзотермічна хімічна реакція речовини, яка супроводжується виникненням полум'я та (або) випромінюванням світла та (або) виділенням диму. При горінні спостерігається хоча б дві з трьох згаданих ознак. Найчастіше спостерігаються усі три ознаки. Рідше зустрічається горіння без полум'я. Так, наприклад, горять порошки металів. І зовсім рідко буває так зване холодне горіння — без нагрівання. Таке полум'я у розрідженої пари фосфору.
Ефективність від згоряння речовини (палива) залежить від кількості енергії, яку можна одержати з одиниці його маси. Ця характеристика називається теплотворною здатністю і вимірюється у джоулях на кілограм (Дж/кг). Для порівняння запасів, витрати й обліку різних палив часто використовують поняття «умовне паливо». За одиницю умовного палива приймається 1 кг палива, що має теплоту згоряння 29,3 МДж (7000 ккал). Теплота згоряння деяких видів палива приведена у таблиці.
| Паливо          | Теплота згоряння, МДж/кг |
| --------------- | ------------------------ |
| Деревина        | 19,770                   |
| Торф            | 18,663                   |
| Буре вугілля    | 27,200                   |
| Кам'яне вугілля | 32,100                   |
| Антрацит        | 32,560                   |

Якщо теплота згоряння досить велика і реакція окиснення йде досить швидко, то утворюється полум'я (вогонь), що являє собою розпечену суміш вуглекислого газу, азоту, водяної пари та незгорілого палива. Яскравість полум'я залежить від властивостей горючої речовини. Розжарені гази світять відносно слабко і тому утворюють бліде полум'я. Джерелом випромінювання в цьому випадку є хімічна енергія (хемілюмінесценція). Яскраве світіння полум'я, спостерігається, якщо в зоні горіння присутні тверді частинки (наприклад, вугілля). Природа випромінювання в цьому випадку суто термічна — випромінювання розжарених частинок. У ряді випадків полум'я підсвічують штучно, вводячи в нього надлишкове паливо. Це дозволяє істотно збільшити тепловіддачу від факела.

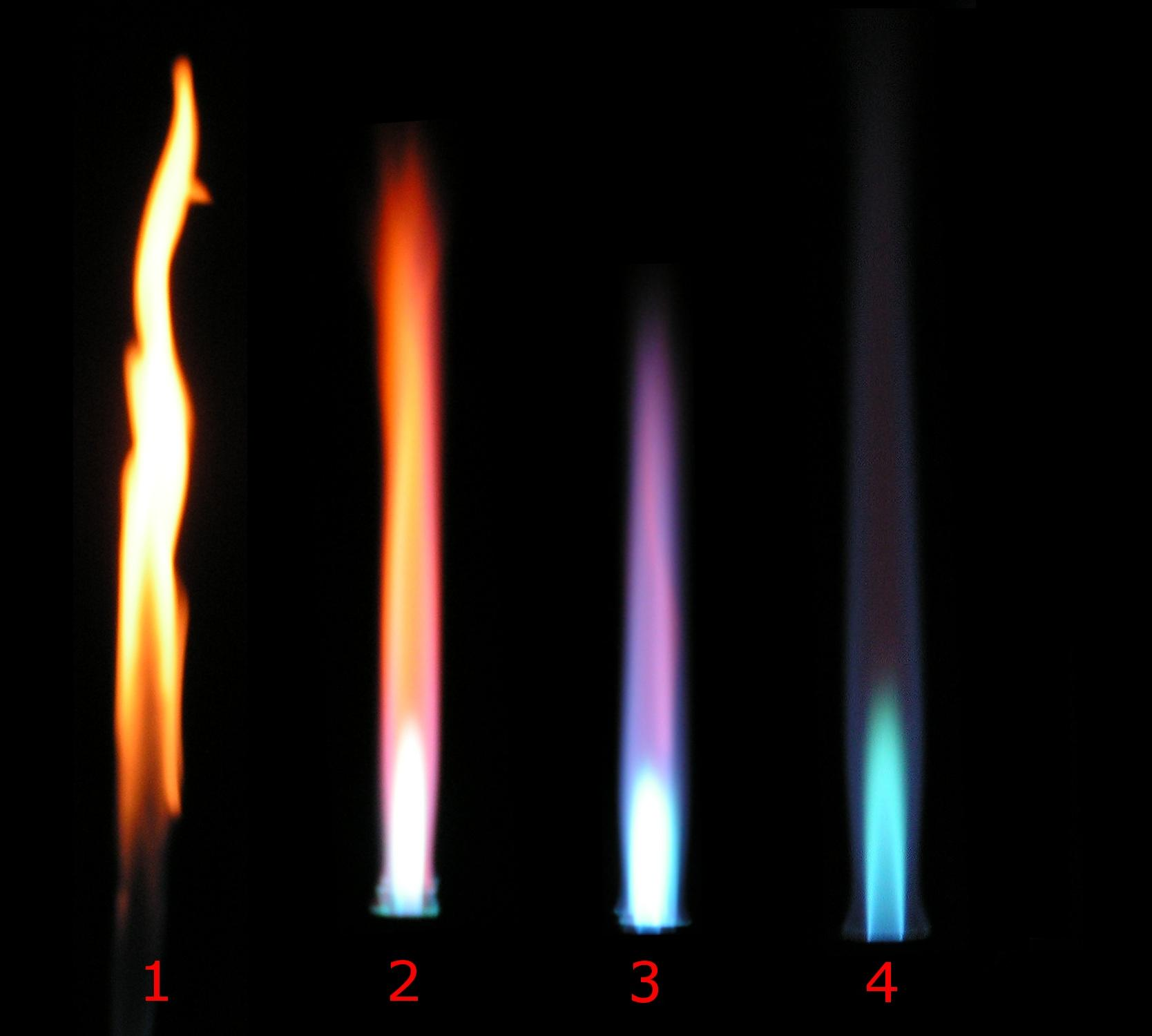
Види полум'я у бунзенівському пальнику: 1) дифузійне горіння (клапан подачі повітря закритий); 2) недостатня кількість повітря у суміші; 3) багато повітря у суміші; 4) максимальна кількість повітря (клапан подачі повітря повністю відкритий)

Для характеристики умов настання початку горіння використовують наступні терміни:
- Спалах — короткочасне інтенсивне згоряння обмеженого об'єму газопароповітряної суміші над поверхнею горючої речовини або пило-повітряної суміші, що супроводжується короткочасним видимим випромінюванням, але без ударної хвилі і стійкого горіння[1].
- Займання — початок горіння під впливом джерела запалювання[4].
- Температура займання — найнижча температура, при якій матеріали можуть займатися від впливу джерела запалювання[4]. Температура займання деяких видів палива подано у таблиці.

| Паливо          | Температура займання, °C |
| --------------- | ------------------------ |
| Дрова           | 250…300                  |
| Торф            | 205…300                  |
| Буре вугілля    | 350…470                  |
| Кам'яне вугілля | 350…500                  |
| Мазут           | 500…700                  |
| Бензин          | 380…415                  |
| Метан           | 600…750                  |

- Спалахування — займання, що супроводжується появою полум'я[5]
- Температура спалахування — найменша температура матеріалу (речовини), за якої за встановленими умовами випробування матеріал (речовина) виділяє горючі пару та гази з такою швидкістю, що під час впливу на них джерела запалювання спостерігається спалахування[1].
- Самозаймання — початок горіння без впливу джерела запалювання[4].
- Температура самозаймання — найнижча температура, при якій матеріали можуть займатися без впливу джерела запалювання[4].

Якщо горіння організоване погано (мало повітря чи воно недостатньо перемішане з паливом), в полум'ї з'являються продукти неповного горіння — водень, окис вуглецю і сажа. Якщо повітря для горіння надходить у факел безпосередньо з довкілля, за рахунок природної дифузії, то таке полум'я називається дифузійним. Його можна спостерігати в найпростішому лабораторному приладі — пальнику Бунзена.
У факелі при дифузійному горінні можна розрізнити конусоподібне ядро, яке утворюється при витіканні газу з пальника (сопла); зону, заповнену сумішшю газу і продуктів згоряння; зону, заповнену сумішшю продуктів згоряння і повітря. Границя між останніми є фронтом горіння, до якого ззовні дифундує окислювач, а зсередини надходить горючий газ. Продукти, що утворюються при горінні газу, частково дифундують назустріч газу, забезпечуючи його прогрівання, частково змішуються з повітрям і потім покидають факел.
При переході від ламінарного витікання газу до турбулентного границі між зазначеними зонами втрачають чіткість і стають хвилястими, розмитими і навіть розірваними на окремі частини.
Щоб паливо давало високу температуру і згоряло без залишку, його потрібно частково або цілком перемішати з повітрям попередньо, до початку горіння. Така паливо-повітряна суміш горить швидше і теплова напруженість факела в цьому випадку більша. Швидкість горіння при цьому може виявитися настільки високою, що полум'я може проскочити усередину змішувача і вивести його з ладу. При добре організованому горінні в камері згоряння можна одержати теплонапругу об'єму понад 100 млн кДж/м³ на годину.

## Способи добування вогню та його значення у побуті
Через надзвичайно важливе значення вогню різні способи його добування винайшли ще первісні люди, які використовували його для освітлення, зігрівання, приготування їжі, захисту від диких тварин і подачі умовних сигналів. Існують свідчення про використання вогню для приготування їжі ще 1,9 млн років тому, хоча контрольоване використання вогню розпочалося, мабуть, не швидше ніж 400 тис. років тому. Початок постійного використання вогню людиною припадає на період від 50 до 100 тис. років тому.
Спочатку, мабуть, людина отримала вогонь в своє розпорядження внаслідок лісових пожеж, викликаних блискавками. Отриманий вогонь потрібно було весь час підживлювати й оберігати. Згодом людина навчилася добувати вогонь при потребі іншими способами. Одним із таких способів було тертя. Добування вогню тертям потребувало значного вміння. Людина поступово вдосконалювала цей процес, підбираючи матеріали та покращуючи технологію. Так, був винайдений трут, який робили з грибних наростів на дубі або ясені. Обертання палички для добування вогню в долонях замінили спеціальними лукоподібними механізмами.
Вогонь став основою житла, а також джерелом тепла і світла, засобом для готування їжі, захистом від хижаків. Він служив засобом обробки дерев'яних знарядь шляхом випалювання їх для додання твердості та полегшення роботи, знаряддям полювання. Вогонь дав людині можливість заселяти різні широти земної кулі. Недарма всі народи на якійсь стадії свого розвитку пройшли період вогнепоклоніння, майже в кожній релігії одним із наймогутніших богів був бог вогню.
Як бачимо, значення вогню було великим не тільки для культурного прогресу людства; він зіграв велику роль і в самому процесі становлення людини. Спочатку його застосовували для зігрівання і освітлення і лише потім для готування їжі. Як довели вчені, це поволі змінило і зовнішній вигляд людини, і енергетику людського організму, зробивши її могутнішою, ніж у будь-якого іншого ссавця. Підраховано, що вищий ссавець витрачає за життя приблизно 125 тисяч кілокалорій на кілограм ваги, а сучасна людина — у шість разів більше, приблизно 750 тисяч кілокалорій.
На заміну добуванню вогню тертям прийшло використання кременя та кресала. Викрешування вогню використовує той факт, що при ударянні кременя із залізом або іншим мінералом із вмістом заліза, наприклад, піритом, утворюються іскри — розжарені частинки матеріалу, здатні запалити трут. Кресало залишалося основним засобом для добування вогню до винайдення сірників.
Першим хімічним способом одержання вогню стала каталітична реакція, відкрита німецьким хіміком Й. Деберайнером. Базуючись на своєму відкритті, він створив «водневе кресало» («кресало Деберайнера»). Хоча воно було вдосконалене голландським ученим П. Кіппом, його швидко витіснили перші сірники. Запалювальні сірники вперше з'явилися на початку 30-х років XIX століття. Спочатку вони являли собою довгі дерев'яні палички з головкою на кінці, виготовленою із суміші цукрового порошку з бертолетовою сіллю. Кінець такого сірника занурювався в банку із сірчаною кислотою, внаслідок чого сірник і займався. У 1835 році австрійський студент Ирині винайшов сірник, що запалюється від тертя. Головка сірника покривалася спочатку сіркою, після чого її занурювали в особливу масу, що містить у своєму складі легкозаймистий фосфор. Для запалювання такого сірника досить чиркнути ним по будь-якій стіні чи іншому шорсткуватому предмету. Свій винахід Ирині продав за безцінь (100 гульденів) багатому фабриканту Ремеру, що дуже швидко нажив на виготовленні сірників величезні статки. Через 13 років після винаходу Ирині німецький учений Беттер став виготовляти масу для сірникових головок із суміші бертолетової солі та перекису марганцю. Такі сірники запалюються від тертя об папірець, покритий червоним фосфором, змішаним з клеєм. Вперше винахід Беттера почали застосовувати у Швеції, і подібні сірники одержали назву «шведських».
Пізніше з'явилися спочатку бензинові, а потім і газові запальнички.
Традиційною формою підтримки вогню як у давні часи, так і сьогодні є багаття. Для підтримування контрольованого вогню використовуються спеціальні споруди — печі та кухні. Традиційним побутовим паливом є дрова, на заміну яким прийшло вугілля, а згодом природний газ.
Крім приготування їжі та опалення вогонь традиційно використовувався людством для освітлення. З цією метою люди вигадали велику кількість освітлювальних пристроїв із невеличким контрольованим полум'ям: свічки, смолоскипи, гасові лампи, газові світильники.
Усі подальші завоювання культури, техніки і господарювання зобов'язані комплексному використанню вогню. Виробництво кераміки, металургія, скловаріння, хімічна промисловість, теплова електроенергетика, теплоенергетика, теплові двигуни і транспорт на їх основі, нарешті ядерна енергетика базуються застосуваннях високих і надвисоких температур як результат використання вогню на вищій, якісно відмінній технічній основі.

## Значення у міфології і езотериці
Вогню приділяється велика увага у багатьох міфологіях. У давньогрецькій і давньоримській міфології з вогнем ототожнювалося декілька божеств (Гефест (Вулкан), Прометей, Веста, Гестія та інші), у давньоіндійській міфології уособленням вогню була Агні, у кельтській міфології богиня вогню називалася Брігід. У зороастризмі вогонь виступає як суттєво священна стихія і втілення божественної справедливості, Арти. У народів Півночі вогонь представлений у вигляді жіночого образу — «матері», «господарки вогнища» і т.п. , а у якутів і бурятів — у чоловічому образі «хазяїна». У середньовічному містицизмі саламандри були нижчими духами вогню.
Поряд з водою, землею і повітрям вогонь вважається однією з чотирьох стихій (першоелементів), і у зв'язку із цим займав важливу роль, особливо в античній філософії, наприклад в Геракліта, а також в алхімії. У західній астрології елемент вогню пов'язаний із такими знаками зодіаку, як Овен, Лев і Стрілець, його домінанти — Сонце і Плутон. У китайській астрології вогонь — одна з п'яти стихій, що пов'язувалась із планетою Марс, енергією ці, півднем, літом (6 квітня — 17 червня за григоріанським календарем), червоним кольором, гірким смаком і різким, пекучим запахом, числом 7, земними «гілками» змії («си») і коня («у»), 3-ім та 4-им небесними «стовбурами» («бін», «дін»), і, крім цього, співвідносився з роками, що закінчуються на 6 і на 7.

## Неконтрольовані процеси горіння

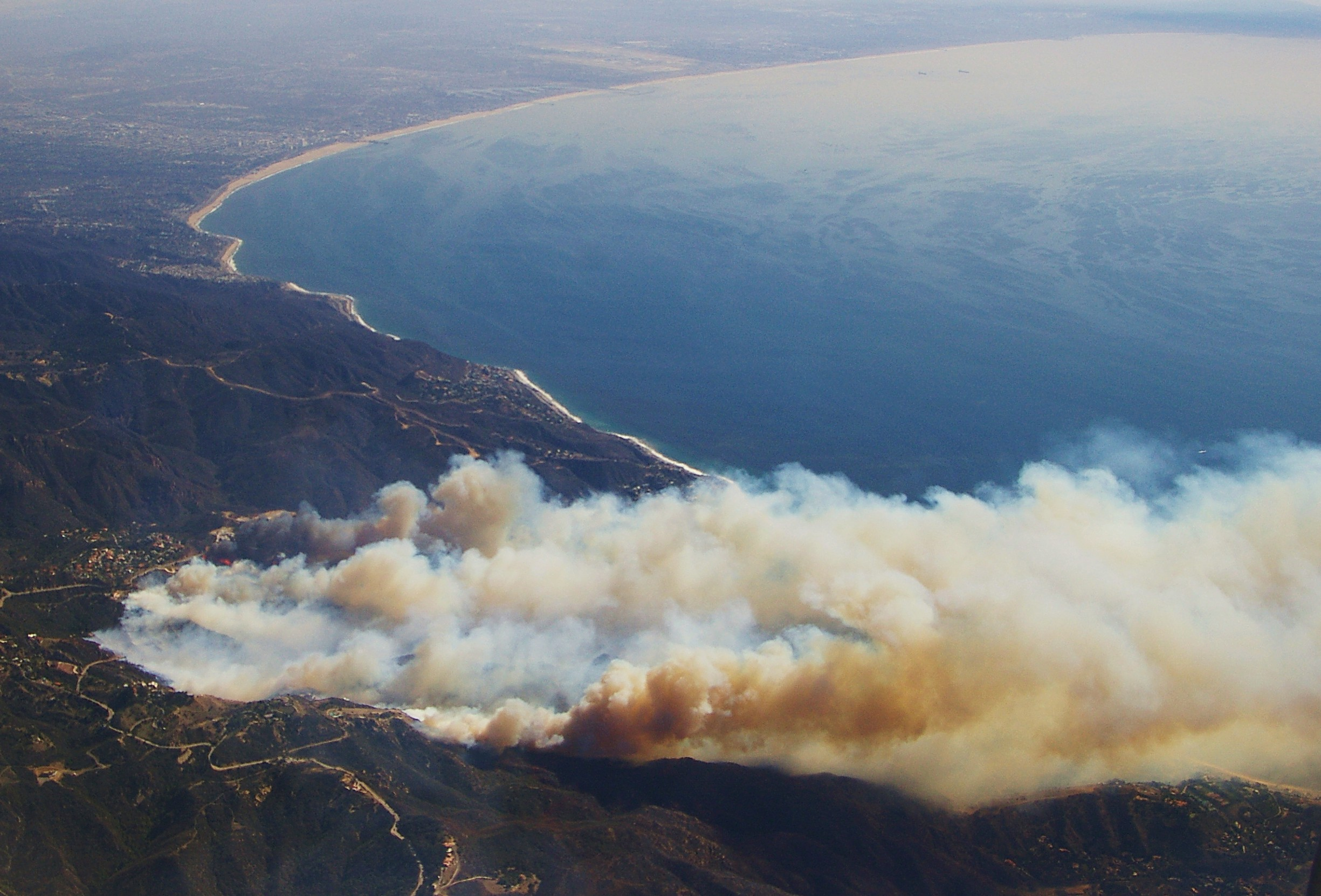
Лісова пожежа

Неконтрольоване горіння поза спеціальним вогнищем, що розповсюджується в часі і просторі називається
пожежа. Воно знищує матеріальні цінності, створює загрозу для життя людей, негативно впливає на навколишнє природне середовище. Спричинюється в основному необережним поводженням з вогнем, порушенням правил і норм експлуатації електричних приладів та виробничого устаткування, самозайманням матеріалів (речовин), кліматичними чинниками.
Пожежі бувають зовнішні (відкриті), наприклад степові, лісові (верхові та низові), нафтових і газових фонтанів, і внутрішні (закриті), наприклад торфові чи на шахтах.
В кожному просторі, охопленому пожежею, умовно розрізняють зони: активного горіння (осередок пожежі), теплового впливу й задимлення.
В зоні активного горіння матеріали взаємодіють переважно з киснем атмосферного повітря, відбувається тління, спостерігається полум'я, виділяються тепло і дим. Спалимі конструкції і матеріали під впливом тепла нагріваються і займаються, а неспалимі деформуються. Найбільші температури в цій зоні характерні для зовнішньої пожежі і становлять в середньому 1000…1250 °C (тверді матеріали), 1100…1300°С (рідини) і 1200…1350°С (горючі гази).
Зону активного горіння оточує інша зона — зона теплового впливу, де температура нижча (приблизно на 60…80°С), та все ж небезпечна для навколишніх об'єктів і людей.
Продукти згоряння (дим), які виділяються при пожежі, утворюють зону задимлення. Чимало з них відзначаються підвищеною токсичністю, особливо при горінні полімерів.

## Інші значення
У військовій справі під «вогнем» розуміється стрільба з вогнепальної зброї (кулями або іншими снарядами).

## Вогонь у фразеологізмах[10]
- Гратися (грати) з вогнем — поводитися необережно, здійснювати що-небудь небезпечне.
- Диму без вогню не буває (немає) — на все є своя причина.
- Кидати вогнем (блискавицею) — сердитись на когось, погрожувати.
- Між двох вогнів — про безвихідне, скрутне становище, коли небезпека загрожує з обох боків.
- Доливати (долити) оливи до вогню — підсилювати, розпалювати які-небудь почуття, переживання тощо, збуджувати чимось.
- Пройти вогонь і воду — багато всього пережити, зазнати; мати складне, небездоганне минуле.
- Чужими руками вогонь (жар) загрібати — непорядно користуватися результатами чужої праці.
- Як (мов) вогонь з водою — хтось перебуває в непримиренних стосунках з кимсь.